# Cointreau

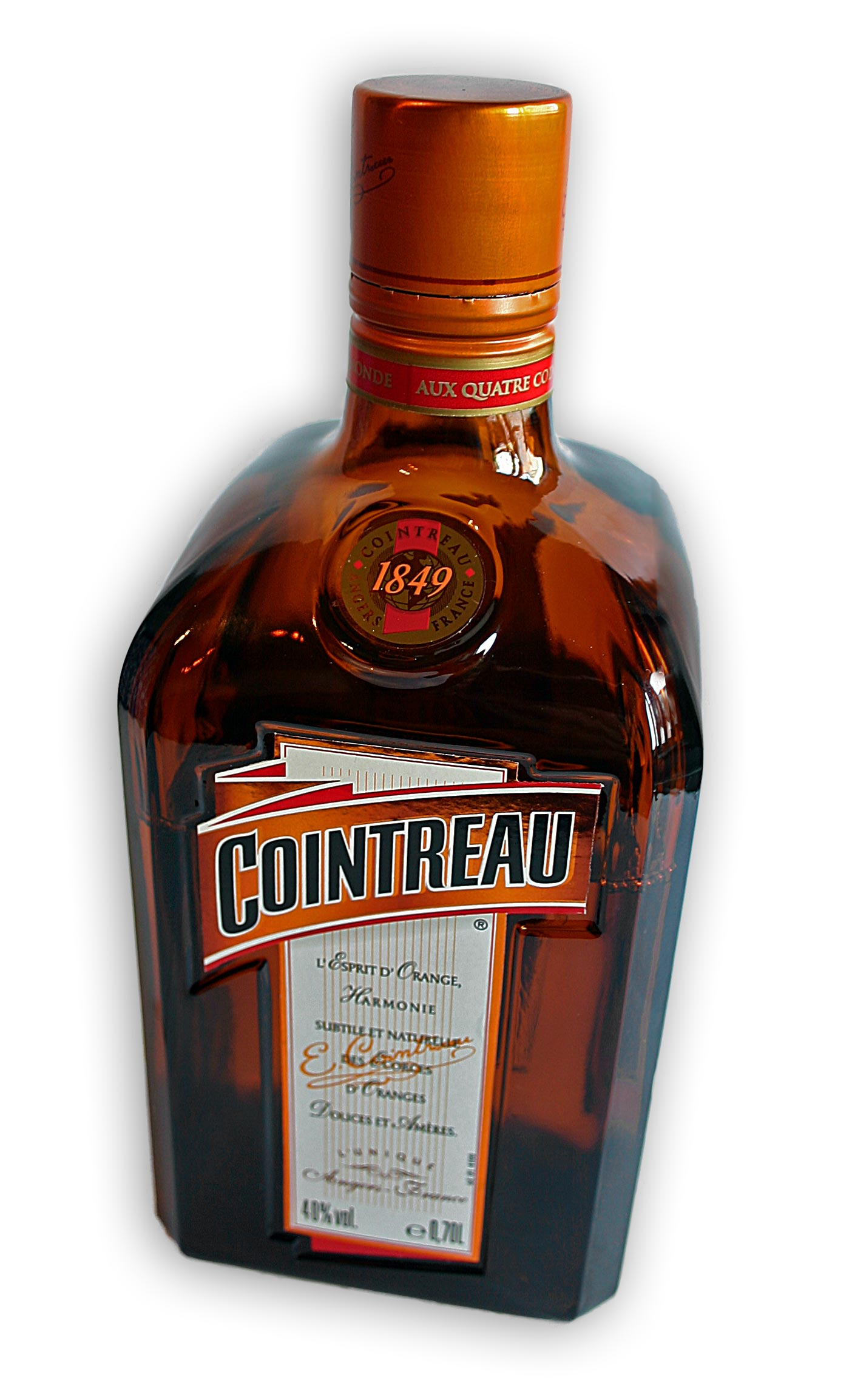
Cointreau-Flasche

Cointreau [kwɛ̃tʁo] ist ein Markenname für drei Liköre, die aus unterschiedlichen Orangenschalen hergestellt werden und somit zu den Curaçaos zählen. Allgemein bezeichnet Cointreau den klassischen Triple Sec mit weißem Etikett. Die Marke gehört zur Unternehmensgruppe Rémy Cointreau und wird in Deutschland durch die Team Spirit Internationale Markengetränke GmbH vertrieben. Ein weiterer, sehr bekannter Likör, der aus Orangenschalen hergestellt wird, ist Grand Marnier.

## Herstellung
Ausgangsbasis sind Orangenschalen von süßen und bitteren Orangen aus firmeneigenen Plantagen in Haiti und Spanien sowie von zugekauften Orangen aus Brasilien. Die zerkleinerten Schalen werden zum Mazerieren in Alkohol eingelegt. Hierbei entzieht kalter Alkohol den Orangenschalen langsam das Aroma. Anschließend erfolgt die Destillation. Zuletzt werden dem hochprozentigen Destillat Zucker, Wasser und Neutralalkohol beigemischt, um den klassischen Cointreau herzustellen, diese Variante wird unter anderem im Cosmopolitan, der Margarita und weiteren Cocktails verwendet.

## Geschichte

Design Mitte der 1970er Jahre

1849 gründeten die Brüder Adolphe und Edouard-Jean Cointreau in Angers (Frankreich) die erste Destillerie des Hauses Cointreau. Im Jahr 1875 übernahm Edouard Cointreau Junior das damals noch kleine Unternehmen. Er erfand nicht nur den berühmten Likör, sondern auch die seitdem charakteristische eckige Flasche aus braunem Glas. Bereits auf der Weltausstellung 1878 in Paris wurde sein Likör mit einem Ersten Preis ausgezeichnet. 1885 ließ Cointreau den Markennamen schützen.
Schon sehr früh wurde die Bedeutung von Werbung erkannt: Von den Brüdern Lumière ließ Cointreau schon kurz nach den ersten öffentlichen Filmvorführungen einen ersten Werbespot für Cointreau produzieren. 1898 schuf der italienische Plakatgestalter Nicolas Tamagno die Figur des Pierrot, die 50 Jahre lang das Maskottchen des Unternehmens bleiben sollte. 1920 bzw. 1950 übernahmen Cointreaus Söhne André und Louis das Unternehmen; zwischen 1950 und 1960 traten Pierre, Robert und Max Cointreau in die Firma ein und beschleunigten die weltweite Expansion, die 1990 in die Fusion mit dem Familienunternehmen Rémy Martin und die Gründung der Unternehmensgruppe Rémy Cointreau mündete.
Im September 2007 wurde die Burlesque-Darstellerin und Stripperin Dita Von Teese offizielle „Markenbotschafterin“.

## Sorten
Neben dem klassischen Triple sec Cointreau in der Flasche aus Braunglas mit weißem Etikett gibt es seit einigen Jahren zwei weitere Sorten im Programm.

### Cointreau Noir
Prinzipiell wird der Noir nach dem gleichen Rezept wie der klassische Cointreau hergestellt. Allerdings wird nach der Destillation nicht mit geschmacklosem Neutralalkohol aufgefüllt, sondern mit Cognac. Ein vergleichbares System gibt es auch bei der Marke Grand Marnier, wobei der klassische Cointreau dem Cordon Jaune und der Cointreau Noir dem bekannteren Cordon Rouge entspricht.

Durch die Zugabe von Cognac ist der Cointreau Noir deutlich milder im Geschmack und hat bräunliche Farbe, er wird in Flaschen aus farblosem Glas abgefüllt, die in Größe und Form der klassischen Form entsprechen. Die Sorte Noir wird in Deutschland nicht vertrieben, ist aber als Import verfügbar.

### Cointreau Blood Orange
Für diese auch in Deutschland vertriebene Sorte werden im Zuge der Herstellung den süßen und bitteren Orangenschalen auch Schalen von Blutorangen aus Korsika für den Auszug beigemischt. Flaschen und Etiketten dieser Variante sind rot.